# Куп Југославије у фудбалу 1961/62.
Куп Југославије у фудбалу 1961/62. је такмичење у организацији Фудбалског савеза Југославије на коме је учествовало укупно 2.284 екипа из ФНРЈ. У завршницу се пласирало 32 клубова (и то 11 из НР Србије, 8 из НР Хрватске, 7 из НР Босне и Херцеговине, три клуба из НР Црне Горе, два из НР Македоније и један клуб из НР Словеније).
Завршно такмичење је почело 10. децембра 1961. и трајало је до 4. јула 1962. када је одиграна финална утакмица.

## Шеснаестина финала
| Утак. | Клуб, Место            | Резултат                  | Клуб, Место           |
| ----- | ---------------------- | ------------------------- | --------------------- |
| 1.    | Бачка Бачка Паланка    | 3-1                       | Борац Бања Лука       |
| 2.    | Нови Сад               | 2-1                       | Војводина Нови Сад    |
| 3.    | Марибор                | 2-2 (1:1, 1:0) 11:10 пен. | Локомотива Загреб     |
| 4.    | Рудар Какањ            | 0-3                       | ОФК Београд           |
| 5.    | Вележ Мостар           | 3-1                       | Раднички Београд      |
| 6.    | Челик Зеница           | 0-1                       | Сарајево              |
| 7.    | Будућност Титоград     | 3-1                       | Жељезничар Сарајево   |
| 8.    | Сутјеска Никшић        | 0-2                       | Ријека                |
| 9.    | Спартак Суботица       | 2-1                       | Трешњевка Загреб      |
| 10.   | Сплит                  | 2-0                       | Раднички Ниш          |
| 11.   | Челик Никшић           | 2-4                       | Раднички Сомбор       |
| 12.   | Вартекс Вараждин       | 2-0                       | Динамо Загреб II      |
| 13.   | Пелистер Битољ         | 1-4                       | Динамо Загреб         |
| 14.   | Срем Сремска Митровица | 0-1                       | Хајдук Сплит          |
| 15.   | Вардар Скопље          | 1-2                       | Црвена звезда Београд |
| 16.   | Слобода Тузла          | 1-0                       | Партизан Београд      |

## Осмина финала
| Утак. | Клуб, Место           | Резултат | Клуб, Место        |
| ----- | --------------------- | -------- | ------------------ |
| 1.    | Ријека                | 1:2      | Вележ Мостар       |
| 2.    | ОФК Београд           | 1:0      | Будућност Титоград |
| 3.    | Динамо Загреб         | 3:0      | Сплит              |
| 4.    | Сарајево              | 2:0      | Нови Сад           |
| 5.    | Вартекс Вараждин      | 0:2      | Спартак Суботица   |
| 6.    | Бачка Бачка Паланка   | 1:2      | Слобода Тузла      |
| 7.    | Црвена звезда Београд | 5:1      | Марибор            |
| 8.    | Раднички Сомбор       | 1:0      | Хајдук Сплит       |

## Четрвртфинале
| Утак. | Клуб, Место           | Резултат | Клуб, Место     |
| ----- | --------------------- | -------- | --------------- |
| 1.    | Вележ Мостар          | 0:1      | ОФК Београд     |
| 2.    | Динамо Загреб         | 1:0      | Сарајево        |
| 3.    | Спартак Суботица      | 1:0      | Слобода Тузла   |
| 4.    | Црвена звезда Београд | 2:1      | Раднички Сомбор |

## Полуфинале
| Утак. | Клуб, Место      | Резултат       | Клуб, Место           |
| ----- | ---------------- | -------------- | --------------------- |
| 1.    | ОФК Београд      | 2:1            | Динамо Загреб         |
| 2.    | Спартак Суботица | 4:3 (3:3, 1:1) | Црвена звезда Београд |

## Финале
| Победник Купа Југославије у фудбалу 1961/62. |
| -------------------------------------------- |
| ОФК Београд 3. титула.                       |

| Домаћи клуб                          | Резултат | Гостујући клуб |
| ------------------------------------ | --- | --- |
| ОФК Београд                          | 4:1 (2:0) | Спартак Суботица |
| Датум                                | 4. јул, 1962. | 4. јул, 1962. |
| Стадион                              | Стадион ЈНА, Београд | Стадион ЈНА, Београд |
| Гледалаца                            | 10.000 | 10.000 |
| Судија                               | В. Капуста (Загреб) | В. Капуста (Загреб) |
| ОФК Београд (тренер: Милован Ћирић)  | Србољуб Кривокућа, Мирослав Миловановић, Момчило Гаврић, Милорад Попов, Василије Шијаковић, Зоран Дакић, Спасоје Самарџић, Срђан Чебинац, Сава Антић, Јосип Скоблар, Сретен Бановић | Србољуб Кривокућа, Мирослав Миловановић, Момчило Гаврић, Милорад Попов, Василије Шијаковић, Зоран Дакић, Спасоје Самарџић, Срђан Чебинац, Сава Антић, Јосип Скоблар, Сретен Бановић |
| ФК Спартак (тренер: Лајош Јаковетић) | Томислав Таушан, Блескањ, Ћопић, Ладислав Јенован, Ушумовић, Агоштон, Јожеф Такач, Борбељ, Матија Хиршман, Милорад Ђукановић, Бела Милодановић                                      | Томислав Таушан, Блескањ, Ћопић, Ладислав Јенован, Ушумовић, Агоштон, Јожеф Такач, Борбељ, Матија Хиршман, Милорад Ђукановић, Бела Милодановић                                      |
| Стрелци                              | 1-0 Антић 5', 2:0 Антић 15', 2:1 Ђукановић 49', 3:1 Чебинац 56', 4:1 Самарџић 76'                                                                                                   | 1-0 Антић 5', 2:0 Антић 15', 2:1 Ђукановић 49', 3:1 Чебинац 56', 4:1 Самарџић 76'                                                                                                   |

## Резултати победникаКупа Југославије 1961/62.уКупу победника купова 1962/63.
| Ранг          | Клуб             | Држава          | укупан рез. | Држава | Клуб        | 1. утак. | 2. утак. |
| ------------- | ---------------- | --------------- | ----------- | ------ | ----------- | -------- | -------- |
| Квалификације | Кемије Хале      | Источна Немачка | 3:5         | СФРЈ   | ОФК Београд | 0:2      | 3:3      |
| Прво коло     | Портдаун         | Северна Ирска   | 4:7         | СФРЈ   | ОФК Београд | 1:5      | 3:2      |
| Четвртфинале  | Наполи           | Италија         | 3:3         | СФРЈ   | ОФК Београд | 0:2      | 3:1      |
| Полуфинале    | Тотенхем хотспур | Енглеска        | 5:2         | СФРЈ   | ОФК Београд | 2:1      | 3:1      |